# 마호로매틱
《마호로매틱》(まほろまてぃっく 마호로마팃쿠[*], Mahoromatic)은 일본의 만화 잡지 'COMIC GUM'에서 연재되었고, 대한민국에서는 삼양출판사에서 라이선스를 얻어 출판된 작품이다. 안드로이드 메이드 아가씨인 '마호로'와 그 고용주인 중학생 '미사토 스구루'를 주인공으로 내세운 작품으로, 매력적인 캐릭터, 마호로의 과거와 스구루와의 연관 관계, 그리고 두 사람의 생활과 주변 사람들의 이야기를 다루어 큰 인기를 얻었다. 이 인기를 바탕으로 2001년 9월부터 2002년 1월까지 애니메이션 첫 번째 시리즈가 제작되어 방영되었으며, 두 번째 시리즈는 2002년 9월부터 2003년 1월까지 방영되었다. 애니메이션 제작사는 가이낙스이다.
대한민국에서는 만화책 시리즈는 삼양출판사에서 삼양 코믹스 브랜드로, 2000년 7월 1일에 『사이버걸 마호로 1』라는 이름으로 1권을 발행한 이후 2005년 3월 19일에 『사이버걸 마호로 8』을 발행으로 시리즈가 완결되었다. TV시리즈 애니메이션은 ㈜제이제이미디어웍스에서 수입하고, 씨넥서스에 공급하여 씨넥서스에서 2003년 여름 심야시간에 한국어 더빙으로 방영되었다. 제작국의 방송 버전은 16:9 버전이었으나 한국에서의 방영은 4:3 비율로 방영하여 영상에서의 문제점이 있었다. 이후 수입사가 운영하는 다시보기 사이트 TVee를 통해 원어 자막 버전이 공개되었다.

## 줄거리
우주에서 온 침략자에 대항하기 위해 결성된 조직 '베스파'가 만들어 낸 최강의 전투용 안드로이드 'MAHORO V1046-R', 통칭 '마호로'는 어느 날 임무 보고에서 그 동안의 공적에 대한 보상으로 임무에서 해방되어 남겨진 시간을 자유롭게 쓸 수 있는 권한을 부여받는다. 이에 마호로는 남겨진 시간을 한 소년 '미사토 스구루'를 돌보는 메이드로서 살아가기로 결심하고 미사토 집안으로 들어가게 되어 평온한 생활을 하게 되었으나, 과거 최강의 전사였던 그녀를 쫓는 라이벌 '류가 토우'와 맞부딪히게 된다.

## 등장인물(원작판)

### 미사토 집안
- 안도우 마호로 : 카와스미 아야코
- 미사토 스구루 : 타키모토 후지코
- 안도우 미나와 : 시미즈 아이
- 슬랏슈 : 노다 케이이치
- 구리 : 무정

### 스구루의 학교 친구와 선생님
- 시키죠우 사오리 : 타카다 유미
- 사쿠라 미유키 : 키쿠치 유미
- 토도로키 린 : 미즈노 마나비
- 오오에 치즈코 : 사나다 아사미
- 하마구치 토시야 : 오기하라 히데키
- 카와하라 키요미 : 키사이치 아츠시 /
- 타나카 요시미 : 카네다 토모코

### 베스파(베스퍼)의 일원
- 코노에 유이치로 : 겐다 텟쇼
- 다이몬 하야토 : 이시즈카 운쇼
- 군지 요시히코 : 엔도 아키라사
- 호카제 미나토 : 카와다 신지
- 시이나 에이미 : 시마자키 하루카
- 나카타 가즈히로 : 미사토 유카
- 미사토 유카 : 미즈노 마나비

## 목소리 출연
- 문선희 - 마호로
- 임진응 - 김수빈
- 김관진 - 슬랏슈, 윤홍식
- 김지혜 - 성유리
- 정현경 - 강소영
- 박형욱 - 주수현
- 성수경 - 이동훈

## 만화
마호로매틱 단행본의 한국어판은 삼양출판사의 삼양 코믹스를 통해 '사이버걸 마호로'라는 제목으로 발매되었으며, 전 8권으로 완결되었다.
- 사이버걸 마호로 1권 〈미사토 집안의 가정부〉, 2000년 7월 1일 발행, ISBN 미부여
- 사이버걸 마호로 2권 〈밝고 명랑하고 쾌활한 마호로〉, 2000년 9월 1일 발행, ISBN 미부여
- 사이버걸 마호로 3권 〈과거에 쫓기는 마호로〉, 2001년 4월 1일 발행, ISBN 미부여
- 사이버걸 마호로 4권 〈여러 가지 꿈을 꾸는 마호로〉, 2001년 12월 1일 발행, ISBN 미부여
- 사이버걸 마호로 5권 〈오늘도 건강한 메이드〉, 2002년 10월 1일 발행, ISBN 미부여
- 사이버걸 마호로 6권 〈미소가 멋진 메이드〉, 2003년 5월 15일 발행, ISBN 8956848335
- 사이버걸 마호로 7권 〈눈물로 움직이는 메이드〉, 2004년 1월 30일 발행, ISBN 8954201490
- 사이버걸 마호로 8권 〈미사토가의 마호로씨〉, 2005년 3월 19일 발행, ISBN 8954209041

1권~5권의 경우 출판사에서 ISBN을 부여하지 않음.

## 애니메이션

### 마호로매틱
2001년 10월 5일부터 12월 28일까지 일본의 BS-i에서 방송되었으며, 대한민국에서는 DCN에서 2003년 여름에 방영되었다. 전체적인 줄거리는 원작의 1권 ~ 3권에 해당한다.

#### 방영 목록
| 화수       | 서브 타이틀(일문)         | 서브 타이틀(국문)            |
| ---------- | ------------------------- | ---------------------------- |
| 1화        | 紫陽花の咲く庭で          | 수국꽃 핀 정원에서           |
| 2화        | 女教師沙織二十五歳        | 여고사 사오리 25세           |
| 3화        | 墓ありて儚く              | 무덤 앞에서 덧없이           |
| 4화        | ハート撃ち抜きます        | 심장을 꿰뚫겠어요            |
| 5화        | 8ノ634ハ元気デス          | 8의 634는 잘 지내요          |
| 6화        | 月花愁色                  | 월하수색                     |
| 7화        | 過去に追われるメイドさん  | 과거에 쫓기는 가정부         |
| 8화        | 完璧な心の持ち主          | 완벽한 마음의 소유자         |
| 9화        | ライムライト～Limelight～ | 라임라이트                   |
| 10화       | 戦士としての宿命          | 전사로서의 숙명              |
| 11화       | ぼくの大切な人間          | 나의 소중한 사람             |
| 최종화(12) | いつか夢見た風景に        | 언젠가 꿈 속에서 본 풍경에서 |

#### 주제가
여는 노래〈돌아오는 길(かえりみち 가에리미치[*])〉
노래: 카와스미 아야코, 작사: 쿠마노 키요미,  작곡·편곡: 마스다 토시오
닫는 노래〈마호로 DE 맘보(まほろDEまんぼー)〉
노래: 트리오매틱（사나다 아사미·미즈노 마나비·키쿠치 유미）
작사: 쿠마노 기요미, 작곡·편곡: 마스다 토시오

### 마호로매틱 ~더 아름다운 것~
2002년 9월 26일부터 2003년 1월 16일까지 일본의 BS-i에서 방송되었다. 전체적인 줄거리는 원작의 4권 ~ 8권에 해당하지만, 원작의 연재가 종료되기 전에 최종회가 방영되었기 때문에 종반의 전개는 완전히 다르다.

#### 방영 목록
| 화수       | 서브 타이틀(일문)         | 서브 타이틀(국문)               |
| ---------- | ------------------------- | ------------------------------- |
| 1화        | 帰ってきたメイドさん      | 돌아온 메이드 아가씨            |
| 2화        | きょうからみなわ          | 오늘부터 미나와                 |
| 3화        | 夢はおっきく              | 꿈은 크게                       |
| 4화        | 探し物 見つけます         | 찾던 물건을 찾아냈어요          |
| 5화        | あしたはかぜになる?       | 내일은 바람이 된다?             |
| 6화        | ヤレめでたやな            | 워매 겁나게 기뻐부러            |
| 7화        | おととい来やがれっ!       | 두번 다시 오지마!!              |
| 8화        | 祖父と孫と                | 할아버지와 손자와               |
| 9화        | 愛より甘し?ちょびっと苦し | 사랑보다 달콤한? 조금 쌉싸래한. |
| 10화       | わたしの好きなもの        | 내가 좋아하는 것                |
| 11화       | 願い、桜色                | 연분홍빛 소원                   |
| 12화       | 受胎告知                  | 수태고지                        |
| 13화       | ユメノオワリ              | 꿈의 끝                         |
| 최종화(14) | ナジェーナ                | 나제이나                        |

#### 주제가
여는 노래〈소·레·이·유(そ・れ・い・ゆ)〉
노래: 카와스미 아야코, 작사: 쿠마노 키요미, 작곡·편곡: 마스다 토시오
닫는 노래〈트리오매틱 란 란 란♪(とりおまてぃっく ラン らん 乱♪)〉
노래 트리오매틱 with 미나와（사나다 아사미·미즈노 마나비·키쿠치 유미 with 시미즈 아이）
작사: 쿠마노 키요미, 작곡·편곡: 마스다 토시오

### 마호로매틱 여름 스페셜
2003년 8월 14일에 일본의 BS-i에서 방송되었다. 애니메이션 오리지널 스토리이며, 전 1화.

## 같이 보기
- TBS 계열 애니메이션